# Duncan Hamilton
James Duncan Hamilton (Cork, 30 aprile 1920 – Sherborne, 13 maggio 1994) è stato un pilota automobilistico britannico.

## Biografia

### Inizi
Nato a Cork nel 1920, comincia ad accumulare preziose esperienze con i motori e le vetture sportive, dimostrando subito doti di guida e di buona conoscenza del mezzo unite a un coraggio piuttosto elevato. In tutto corse in 8 edizioni della 24 Ore di Le Mans.
Sir Lofty England, direttore sportivo della Jaguar, lo notò e lo ingaggiò. Lo mise alla guida delle vetture di Coventry, in particolare della C-type, naturale evoluzione della XK 120. Hamilton guidò la C-type per 8 anni ottenendo buoni risultati.

### Carriera agonistica
I cancelli di Coventry si aprirono ad Hamilton verso la fine del 1951, dopo che nello stesso anno la C-type aveva già scritto il suo nome e quello del suo equipaggio, Walker-Whitehead nell'Albo d'Oro della 24 ore di Le Mans, aggiudicandosi il primo posto assoluto.
Nel 1952, in seguito a scelte aerodinamiche poco felici lo squadrone delle Jaguar, Hamilton si ritirò.
Nel 1953 la Jaguar fece ritorno alla sua forma originaria, la C-type riprese a correre bene e trionfò, a cominciare da Le Mans, dove 4 vetture presero il via e giunsero al traguardo, 2 raggiunsero il podio al primo e secondo posto, la vincitrice, con il numero di gara 18 era quella di Hamilton, e segnò una tappa storica nella Le Mans: per la prima volta nella storia si superarono i 4000 chilometri nelle 24 ore.
Nel 1954 in coppia con Tony Rolt  portò la nuova nata in casa Jaguar, la D-type, al secondo posto assoluto nella corsa francese dopo un estenuante duello con la Ferrari di González-Trintignant.
Si prese la rivincita a Reims, un mese dopo, nella 12 Ore dove si aggiudicò il primo posto assoluto, e sempre nel 54 Hamilton si aggiudicò la Coupe de Paris, su Jaguar C-type.
Nel 1955 in coppia con Ivor Bueb prese il via alla Le Mans per quella che sarà ricordata per sempre come l'edizione più tragica, a causa di uno spaventoso incidente che causò il più grave lutto nel mondo delle corse: 84 morti.
Hamilton condusse la sua D-type alla vittoria, ma il terribile evento funestò tutta l'edizione, a cui si deve aggiungere il tremendo lutto personale di Sir William Lions, quello stesso giorno infatti il figlio di Sir Lions, John-Michael, si uccise in un frontale con un autocarro a 30 chilometri dal circuito.
Nel 1956 prese il via a Le Mans, ma un guasto al motore lo costringe la ritiro, puntualmente vince un mese dopo a Reims, nella 12 ore, da sempre considerata la "rivincita" di Le Mans. Nel 1957 partecipò alla gara francese con una d-type, e giunse sesto assoluto.
Nel 1958 con Bueb prese il via a Le Mans e dopo 20 ore di gara, complice una pioggia torrenziale che aveva accompagnato tutto l'evento, uscì di strada e si ritirò.
Il 1958 l'anno di commiato alla corse per Duncan Hamilton, dopo 8 buoni anni di corse con la scuderia britannica. Hamilton morì nel 1994 a Sherborn.